# Зебалц
Зебалц (рум. Zăbalț) — село у повіті Арад в Румунії. Входить до складу комуни Усусеу.
Село розташоване на відстані 370 км на північний захід від Бухареста, 49 км на схід від Арада, 60 км на північний схід від Тімішоари.

## Населення
За даними перепису населення 2002 року у селі проживали 305 осіб. Рідною мовою 304 особи (99,7%) назвали румунську.
Національний склад населення села:
| Національність | Кількість осіб | Відсоток |
| -------------- | -------------- | -------- |
| румуни         | 299            | 98,0%    |
| цигани         | 5              | 1,6%     |